# 후쿠오카현
후쿠오카현(일본어: 福岡県, 문화어: 후꾸오까현)은 일본 규슈 지방 북쪽에 있는 현이다. 현청 소재지는 후쿠오카시이다.

## 역사
후쿠오카현은 예전에 지쿠고국, 지쿠젠국, 부젠국에 속했다.

## 지리
서쪽은 사가현이, 동쪽은 간몬 해협을 사이에 두고 야마구치현이, 남쪽에는 구마모토현이 있다. 후쿠오카현은 규슈의 두 개의 대도시로 산업이 집중한 후쿠오카시와 기타큐슈시를 포함하고 있다. 또한 규슈 북쪽 해안의 많은 작은 섬들을 포함한다.

## 지역

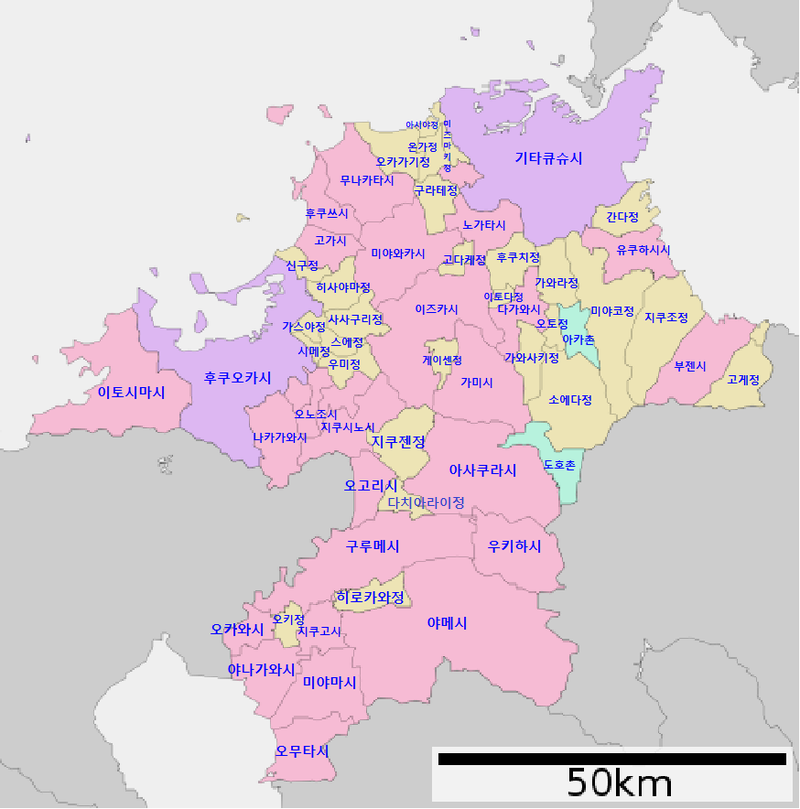
후쿠오카현의 지도

| - 후쿠오카시(福岡市) - 현청 소재지, 정령지정도시 - 히가시구(東区) - 하카타구(博多区) - 주오구(中央区) - 미나미구(南区) - 니시구(西区) - 조난구(城南区) - 사와라구(早良区) - 가스가시(春日市) - 지쿠시노시(筑紫野市) - 오노조시(大野城市) - 이토시마시(糸島市) - 무나카타시(宗像市) - 다자이후시(太宰府市) - 고가시(古賀市) - 후쿠쓰시(福津市) - 아사쿠라시(朝倉市) - 나카가와시(那珂川市) - 가스야군(糟屋郡) - 우미정(宇美町) - 사사구리정(篠栗町) - 시메정(志免町) - 스에정(須恵町) - 신구정(新宮町) - 히사야마정(久山町) - 가스야정(粕屋町) - 아사쿠라군(朝倉郡) - 지쿠젠정(筑前町) - 도호촌(東峰村) - 기타큐슈시(北九州市) - 정령지정도시 - 모지구(門司区) - 와카마쓰구(若松区) - 도바타구(戸畑区) - 고쿠라키타구(小倉北区) - 고쿠라미나미구(小倉南区) - 야하타히가시구(八幡東区) - 야하타니시구(八幡西区) - 나카마시(中間市) - 유쿠하시시(行橋市) - 부젠시(豊前市) - 온가군(遠賀郡) - 아시야정(芦屋町) - 미즈마키정(水巻町) - 오카가키정(岡垣町) - 온가정(遠賀町) - 미야코군(京都郡) - 간다정(苅田町) - 미야코정(みやこ町) - 지쿠조군(築上郡) - 요시토미정(吉富町) - 고게정(上毛町) - 지쿠조정(築上町) | - 구루메시(久留米市) (중핵시) - 오무타시(大牟田市) - 오고리시(小郡市) - 지쿠고시(筑後市) - 야메시(八女市) - 야나가와시(柳川市) - 오카와시(大川市) - 우키하시(うきは市) - 미야마시(みやま市) - 미이군(三井郡) - 다치아라이정(大刀洗町) - 미즈마군(三潴郡) - 오키정(大木町) - 야메군(八女郡) - 히로카와정(広川町) - 이즈카시(飯塚市) - 노가타시(直方市) - 다가와시(田川市) - 미야와카시(宮若市) - 가마시(嘉麻市) - 구라테군(鞍手郡) - 고타케정(小竹町) - 구라테정(鞍手町) - 가호군(嘉穂郡) - 게이센정(桂川町) - 다가와군(田川郡) - 가와라정(香春町) - 소에다정(添田町) - 이토다정(糸田町) - 가와사키정(川崎町) - 오토정(大任町) - 아카촌(赤村) - 후쿠치정(福智町) |

### 시
- 마에바루시(前原市)
- 아마기시(甘木市)
- 야마다시(山田市)

### 군
- 이토시마군(糸島郡)
  - 니조정(二丈町) - 시마정(志摩町)
- 야메군(八女郡)
  - 호시노촌(星野村) - 야베촌(矢部村) - 다치바나정(立花町)
- 다가와군(八女郡)
  - 아카이케정(赤池町)

## 경제
후쿠오카현의 주요 도시들은 일본의 주요 공업 중심지의 하나로, 규슈 경제의 거의 40%를 차지하고 있다. 주요 산업은 자동차, 반도체, 철강이다. 후쿠오카현은 타이어 제조업체 브리지스톤과 가전 제품 업체인 베스트 덴키가 설립된 곳으로써 주목할 만하다.

## 교육
- 규슈 대학
- 규슈 공업대학
- 후쿠오카 교육대학
- 후쿠오카 대학
- 세이난 가쿠인 대학
- 구루메 대학

## 스포츠
축구
- 아비스파 후쿠오카 (후쿠오카시)
- 기라반츠 기타큐슈 (기타큐슈시)

야구
- 후쿠오카 소프트뱅크 호크스 (후쿠오카시)

## 교통

### 공항
- 후쿠오카 공항
- 기타큐슈 공항

### 철도
- 규슈 여객철도(JR 규슈)
  - 규슈 신칸센
  - 산요 본선
  - 가고시마 본선
  - 닛포 본선
  - 지쿠호 본선
  - 사사구리선
  - 고토지선
  - 히타히코산선
  - 가시선
  - 지쿠히선
  - 규다이 본선
  - 니시큐슈 신칸센

- 기타큐슈 고속철도
  - 고쿠라선

- 서일본 여객철도(JR 서일본)
  - 산요 신칸센
  - 하카타미나미선(하카타 종합차량사업소 - 신칸센 차량기지)

- 서일본 철도
  - 덴진오무타선
  - 다자이후선
  - 아마기선
  - 가이즈카선

- 아마기 철도
  - 아마기선

- 지쿠호 전기 철도
  - 지쿠호 전기 철도선

- 헤이세이 지쿠호 철도
  - 다가와선
  - 이타선
  - 이토다선

- 후쿠오카시 교통국(후쿠오카시 지하철)
  - 공항선
  - 하코자키선
  - 나나쿠마선

### 도로
- 고속도로
  - 규슈 자동차도
  - 히가시큐슈 자동차도
  - 오이타 자동차도
  - 니시큐슈 자동차도(일본어판)

- 국도
  - 국도 제2호선
  - 국도 제3호선
  - 국도 제10호선
  - 국도 제198호선
  - 국도 제199호선 (일본)(일본어판)
  - 국도 제200호선
  - 국도 제201호선
  - 국도 제202호선
  - 국도 제208호선 (일본)(일본어판)
  - 국도 제209호선
  - 국도 제210호선
  - 국도 제211호선 (일본)(일본어판)
  - 국도 제263호선 (일본)(일본어판)
  - 국도 제264호선
  - 국도 제322호선 (일본)(일본어판)
  - 국도 제325호선 (일본)(일본어판)
  - 국도 제385호선 (일본)(일본어판)
  - 국도 제386호선 (일본)(일본어판)
  - 국도 제389호선 (일본)(일본어판)
  - 국도 제442호선 (일본)(일본어판)
  - 국도 제443호선 (일본)(일본어판)
  - 국도 제495호선
  - 국도 제496호선 (일본)(일본어판)
  - 국도 제500호선 (일본)(일본어판)
  - 국도 제501호선 (일본)(일본어판)

## 인구
| 연도                     | 인구      | ±% p.a. |
| ------------------------ | --------- | ------- |
| 1890                     | 1,236,015 | —       |
| 1903                     | 1,571,158 | +1.86%  |
| 1913                     | 1,926,417 | +2.06%  |
| 1920                     | 2,188,249 | +1.84%  |
| 1925                     | 2,301,668 | +1.02%  |
| 1930                     | 2,527,119 | +1.89%  |
| 1935                     | 2,755,804 | +1.75%  |
| 1940                     | 3,094,132 | +2.34%  |
| 1945                     | 2,746,855 | −2.35%  |
| 1950                     | 3,530,169 | +5.15%  |
| 1955                     | 3,859,764 | +1.80%  |
| 1960                     | 4,006,679 | +0.75%  |
| 1965                     | 3,964,611 | −0.21%  |
| 1970                     | 4,027,416 | +0.31%  |
| 1975                     | 4,292,963 | +1.29%  |
| 1980                     | 4,553,461 | +1.19%  |
| 1985                     | 4,719,259 | +0.72%  |
| 1990                     | 4,811,050 | +0.39%  |
| 1995                     | 4,933,393 | +0.50%  |
| 2000                     | 5,015,699 | +0.33%  |
| 2005                     | 5,049,908 | +0.14%  |
| 2010                     | 5,071,968 | +0.09%  |
| 2015                     | 5,101,556 | +0.12%  |
| 출처: 일본 총무성 통계국 |           |         |

## 자매 지역
- 미국 하와이주
- 중화인민공화국 장쑤성
- 인도 델리
- 태국 방콕
- 베트남 다낭